# Daniel Jansen Van Doorn
Daniel Jansen Van Doorn (21 de março de 1990) é um voleibolista profissional canadense.

## Carreira
Daniel Jansen Van Doorn é membro da seleção canadense de voleibol masculino. Em 2016, representou seu país nos Jogos Olímpicos de Verão no Rio de Janeiro, que ficou em sexto lugar.